# Cimetière de Bonaventure
Le cimetière de Bonaventure est un cimetière public situé sur un promontoire de la rivière Wilmington, à l'est de Savannah, en Géorgie. Le cimetière est devenu célèbre après son apparition dans le roman de 1994, Minuit dans le jardin du bien et du mal de John Berendt, et dans le film, réalisé par Clint Eastwood, basé sur le livre. C'est le plus grand des cimetières municipaux de la ville, s'étendant sur près de 160 acres (0,6 km2).
L'entrée du cimetière est située au 330 Bonaventure Road. Juste à l'intérieur des portes se trouve la « tombe de Gaston », grande et ornée.

## Histoire
Le cimetière est situé sur le site d'une plantation à l'origine propriété de John Mullryne. Le 10 mars 1846 le commodore Josiah Tattnall, Jr, a vendu 600 acres (2,428113852 km2) de plantation Bonaventure et son cimetière privé à Peter Wiltberger. Le commandant William H. Wiltberger, le fils de Peter, a formé l'Evergreen Cemetery Company le 12 juin 1868. L'Evergreen Cemetery Company a été acheté par la ville de Savannah le 7 juillet 1907, rendant le cimetière public et changeant son nom en cimetière de Bonaventure.
En 1867, John Muir a commencé ses Thousand Mile Walk vers la Floride et le Golfe. En octobre, il séjourna pendant six jours et six nuits dans le cimetière de Bonaventure, dormant sur les tombes pendant la nuit, ce qui est le logement le plus sûr et le moins cher qu'il pouvait trouver, alors qu'il attendait de l'argent expédié de chez lui. Il a trouvé le cimetière beau à couper le souffle et inspirant, et a écrit un long chapitre sur lui, « Camping in the Tombs ».

« Une partie du terrain a été cultivée et plantée de Quercus virginiana, d'environ une centaine d'années, par un riche gentilhomme qui avait ici sa résidence de campagne. Mais la plus grande partie est tranquille. Même les endroits qui sont désordonnés par l'art, la nature est toujours à l'œuvre pour la récupérer, et les faire voir comme si le pied de l'homme ne les avait jamais connus. Seulement une petite parcelle de terrain est occupée avec des tombes et le vieux manoir est en ruines.
La gloire la plus remarquable de Bonaventure est sa noble avenue de vivre-chênes. Ils sont les arbres plantés les plus magnifique que j'ai jamais vus, d'environ cinquante pieds de haut et peut-être trois ou quatre pieds de diamètre, avec une large diffusion de têtes feuillues. Les principales branches s’éloignent horizontalement jusqu'à ce qu'elles se réunissent sur l'allée, l'entourant de verdure sur toute sa longueur, tandis que chaque branche est décorée comme un jardin avec des fougères, des fleurs, des herbes, et les palmiers nains.
Mais de toutes les plantes de ces curieux arbres des jardins, les plus frappants et caractéristiques sont les soi-disant Long Moss (Tillandsia usneoides). Toutes les branches tombent de haut en bas, pendant en de longs écheveaux gris argentés, atteignant une longueur de pas moins de huit ou dix pieds, et quand s'agitant lentement dans le vent, ils produisent un effet funèbre solennel particulièrement impressionnant.
Il y a aussi des milliers de petits arbres, et de buissons, couverts presque de la vue dans l'éclat glorieux de leur propre lumière. L'endroit est à moitié entouré par les marais salants et les îles du fleuve, leurs roseaux et leurs joncs faisant une délicieuse frange. Beaucoup de pygargues à tête blanche se perchent dans les arbres, le long du marais. Leurs cris sont entendus chaque matin, se joignent aux bruits des corbeaux et aux chansons d'innombrables fauvettes, cachés au plus profond dans leurs demeures de feuilles. De grandes nuées de papillons, de mouches, de toutes sortes d'insectes heureux, semblent être dans un parfait de la fièvre de la joie et d'allégresse sportive. L'endroit tout entier semble être un centre de vie. La mort n'y règne pas seule.
Bonaventure est pour moi l'un des plus impressionnants ensembles de créatures animales et de plantes que j'ai jamais rencontrées. J'arrivais nouvellement des prairies de l'ouest, des grands espaces semblables à des jardins du Wisconsin, des forêts de hêtre et d'érable et de chêne de l'Indiana et du Kentucky, les forêts de cyprès de la sombre et mystérieuse Savannah ; mais jamais depuis que je n'ai pu marcher dans des bois que j'ai trouvé aussi impressionnants, une compagnie d'arbres comme les chênes tillandsias de Bonaventure.
Je regardais émerveillé comme un nouveau venu d'un autre monde. Bonaventure est appelé un cimetière, une ville des morts, mais les quelques tombes sont impuissantes face à une telle profondeur de vie. Le ruissellement des eaux vives, le chant des oiseaux, la joyeuse confiance de fleurs, le calme, la grandeur imperturbable des chênes, marquent ce lieu de tombes comme l'une des demeures les plus favorisées par la vie et la lumière du Seigneur. »

— "Camping in the Tombs", de A Thousand mile Walk

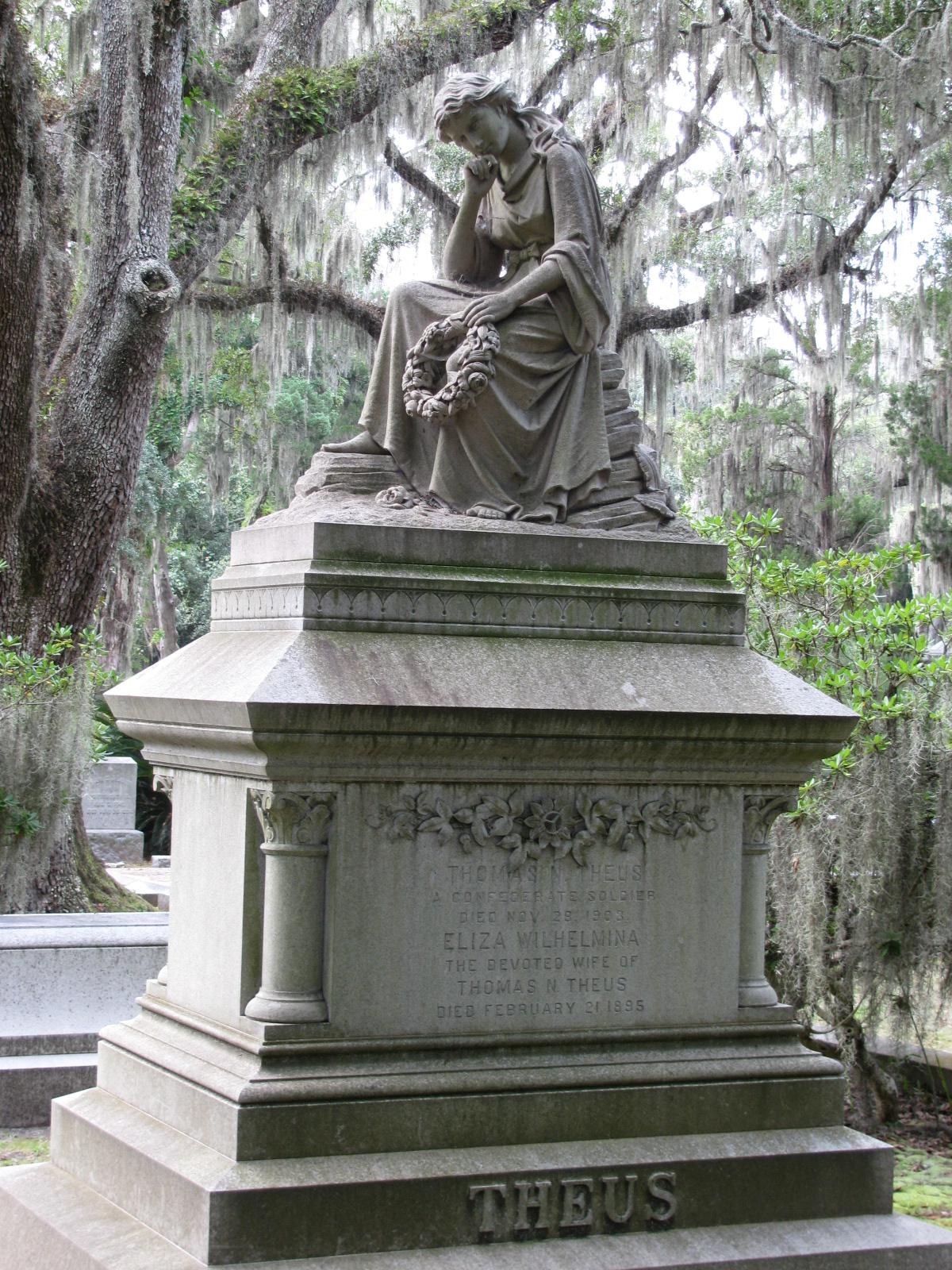
Theus tombe
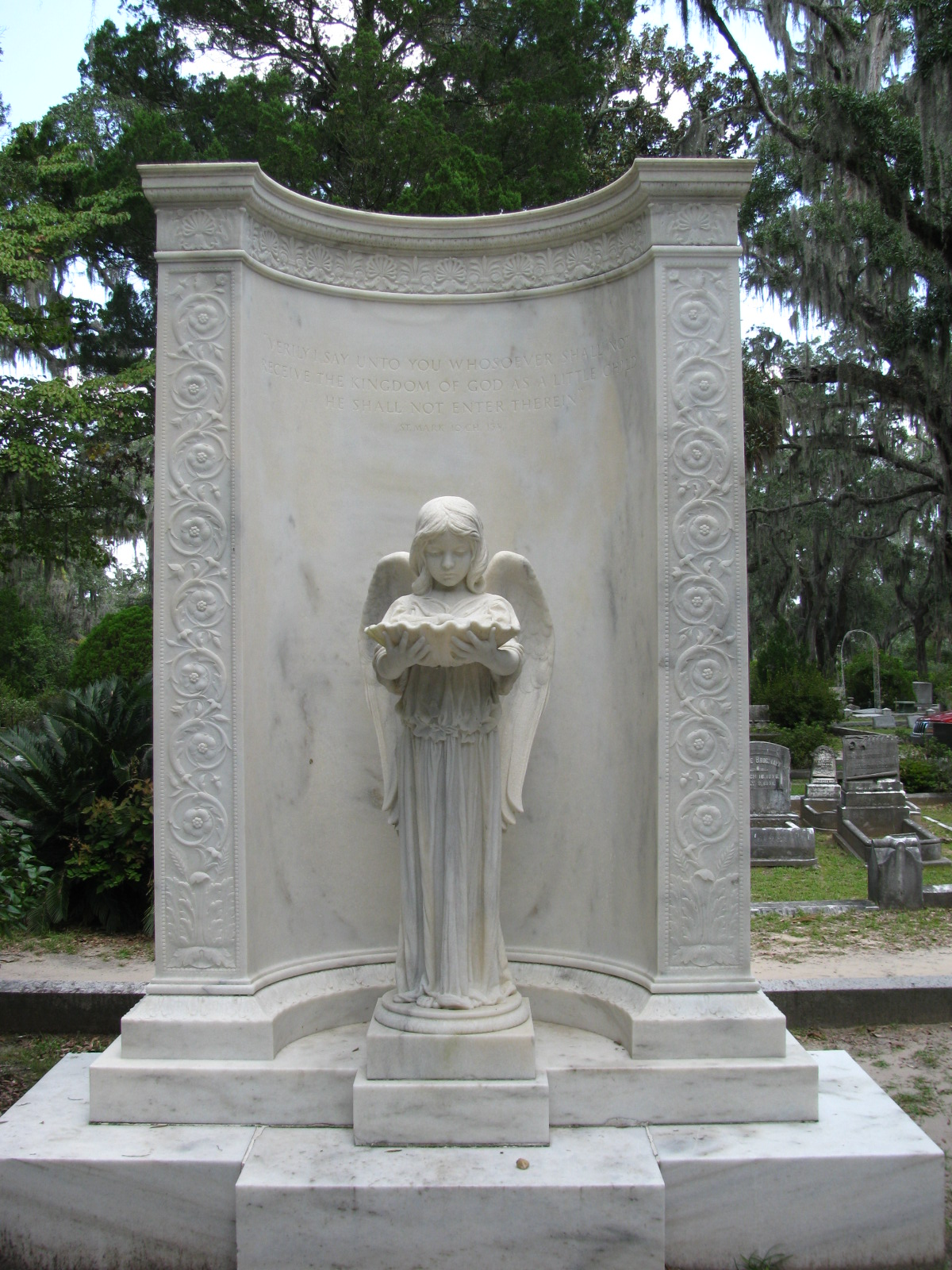
Baldwin tombe
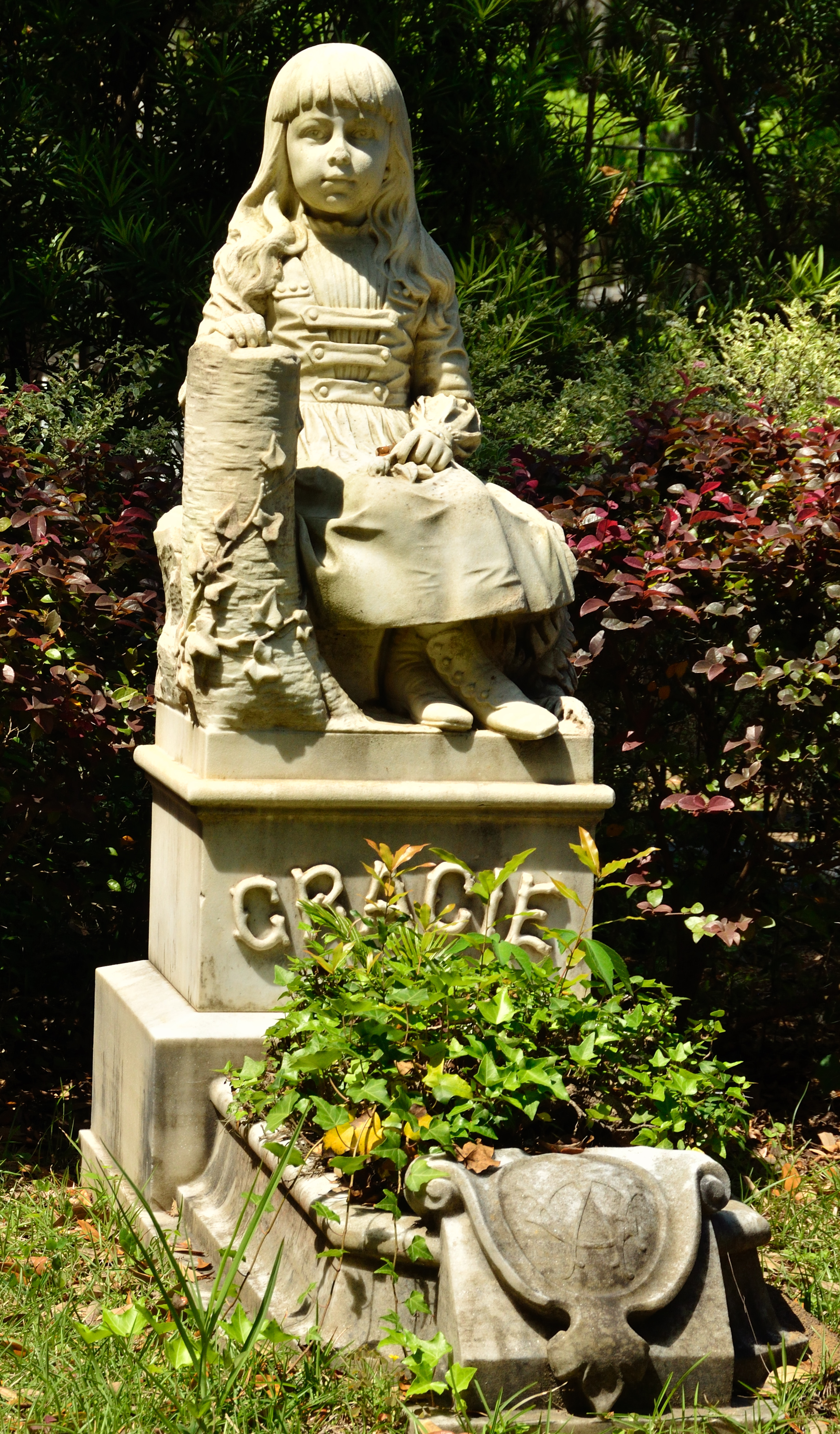
"Gracie"
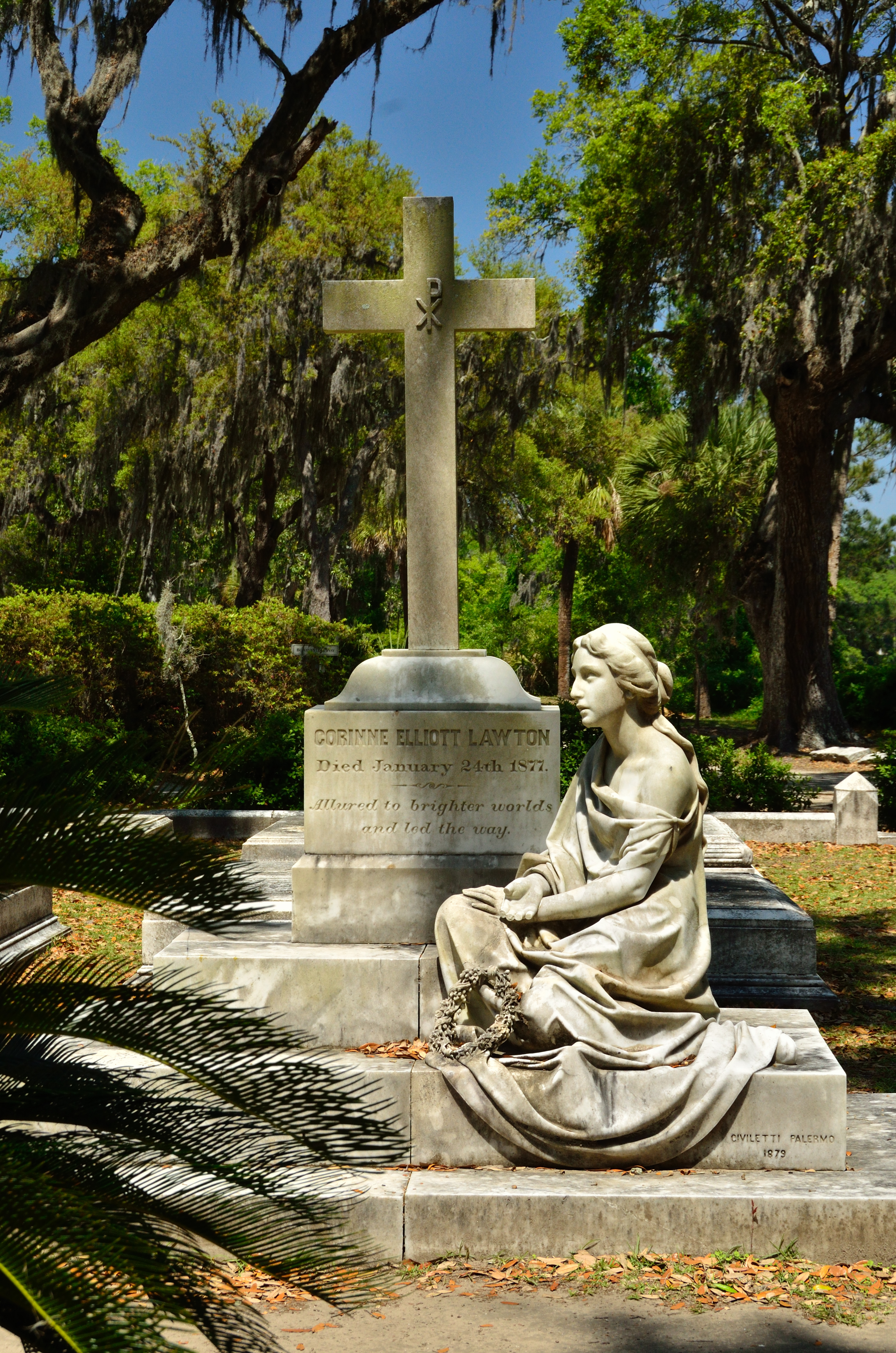
Lawton grave
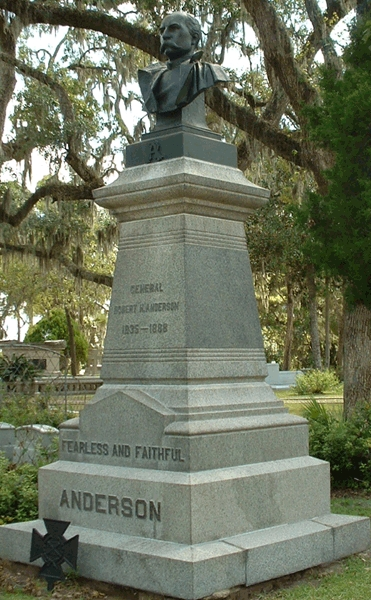
R H Anderson
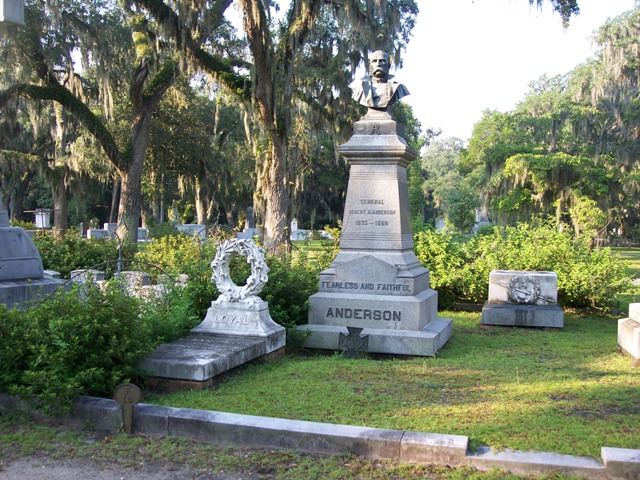
Famille Anderson Tombe

## Opérations
Les citoyens de Savannah et d'autres peuvent acheter des droits d'inhumation dans Bonaventure.
Le cimetière est ouvert au public tous les jours de 8 heures à 17 heures. Il n'y a pas de frais d'admission.
Le columbarium et cimetière de Forest Lawn, propriété privée et plus récent, est adjacent au cimetière de Bonaventure.

## Département des cimetières
Le bureau principal du département des cimetières de la ville de Savannah est situé sur le terrain du cimetière de Bonaventure dans le bâtiment administratif de Bonaventure à l'entrée.

## Société historique de Bonaventure
Le cimetière est devenu l'objet d'un groupe à but non lucratif, la société historique de Bonaventure, en mai 1997,,. Le groupe a dressé un index des sépultures du cimetière.

## La fille oiseau
La photo de la couverture du livre à succès Minuit dans le jardin du bien et du mal, prise par Jack Leigh, représente une sculpture évocatrice d'une jeune fille, la soi-disant fille oiseau, qui a été dans le cimetière, passée inaperçue pendant plus de 50 ans. Après la publication du livre, la sculpture a été transférée du cimetière en 1997 pour être exposée aux musées Telfair à Savannah. À la fin de 2014, la statue est déplacée vers un espace dédié dans le centre Jepson pour les arts des musées Telfair sur la West York Street, à Savannah.

## Sépultures notables
- Gracie Watson, célèbre statue sur sa tombe, âgée de 6 ans
- Conrad Aiken, romancier et poète
- Middleton Barnwell, évêque
- Edythe Chapman, actrice
- Hugh W. Mercer, officier de l'armée de la guerre de Sécession, et général confédéré
- Johnny Mercer, auteur-compositeur-interprète
- James Neill, acteur
- Edward Telfair, gouverneur
- Jack Leigh, photographe, auteur
- Claude Charles Wilson (1831-1863), brigadier général confédéré de la guerre de Sécession
- Barthélemy Zouberbuhler (1719-1766), pasteur
- John Allen Croskeys Royall (1860-1959), président de la New England Oil Company
- George R. Rovolis, Jr (1962-1980), USCG, a péri à bord du USCGC Blackthorn
- Josias Tattnall (1765-1803), sénateur, général et gouverneur de la Géorgie
- Josias Tattnall, Jr (1795-1871), contre-amiral de l'US Navy, capitaine de la marine des États confédérés d'Amérique
- Robert Houstoun Anderson (1835-1888), second lieutenant de l'armée américaine, général confédéré, chef de la police de la ville de Savannah
- Marie Louise Scudder-Myrick (1854-1934), première femme propriétaire, rédactrice en chef, éditrice d'un journal américain du sud (1895), The Americus Times-Recorder.